# Sólo tus canciones
«Sólo tus canciones» es una canción compuesta por el músico español Pablo Martín, componente del grupo La Tercera República.

## Descripción
La canción, escrita en 1996 y descartada para el álbum de debut de La Tercera República, fue grabada finalmente en 2001 por la jovencísima cantante argentina Daniela Herrero para su primer álbum homónimo. El sencillo irrumpió en las radios argentinas disparándose en las primeras posiciones de los rankings de inmediato para mantenerse durante el resto del año en los primeros puestos. Fue número uno de Music Control, en cuanto que fue la canción más radiada en Argentina, durante trece semanas.
Tras el éxito del tema, La Tercera República la incluyó en 2003 para abrir su segundo álbum Amores modernos y aparece también su álbum recopilatorio Por ahora. Ramón Arroyo, el guitarrista de Los Secretos, toca en el tema la guitarra de 12 cuerdas. Es un clásico en los conciertos tanto acústicos como eléctricos de La Tercera República.

## Formación de la versión deLa Tercera República
- Pablo Martín: voz, guitarra acústica, coros.
- Josu García: voz, guitarra eléctrica, coros, pandereta.
- Ramón Arroyo: guitarra acústica 12 cuerdas.
- Ezequiel Navas: batería.
- Manuel "Mono" Bagües: bajo eléctrico.
- Pau Álvarez: piano, sintetizador.

Producido por Alejo Stivel.

Productores asociados: Pablo Martín y Josu.

Grabado en ASK Estudios.

Mezclado y masterizado por Brett Rader.

## Versiones
Además de las señaladas de Daniela Herrero y La Tercera República, la canción ha sido grabada en Colombia, México (versionada por el grupo B.A.S.E. sobre una base tecno) y en Brasil ("Só o teu segredo").

## Curiosidades
Hay una tercera estrofa que decía: "Quedan todavía cicatrices de lo que deshice / porque sé que fuimos felices. / Puede que se queden las heridas toda nuestra vida /
Igual que los mejores recuerdos". La estrofa se descartó ya que sólo con las dos actuales era más adecuada para radiofórmula. En esa época se mezclaban las influencias musicales que Pablo recibía de Josu y de Argentina, mientras que se iba fraguando el repertorio del primer disco.